# Campionati italiani di pattinaggio di figura 2010
I campionati italiani di pattinaggio di figura 2010 si svolsero al Mediolanum Forum di Assago dal 16 al 18 dicembre 2010.
Vennero assegnati i titoli nazionali junior e senior nell'individuale maschile e femminile, nel pattinaggio di coppia e nella danza sul ghiaccio.
I risultati della competizione sono usati per scegliere la squadra per i Campionati mondiali, e Campionati mondiali juniores ed i Campionati europei dell'anno successivo.

## Risultati

### Senior

#### Individuale

##### Maschile
| Posizione | Nome                     | Punteggio totale | SP | FS |
| --------- | ------------------------ | ---------------- | -- | -- |
| 1         | Samuel Contesti          | 216.79           | 1  | 1  |
| 2         | Paolo Bacchini           | 195.70           | 2  | 2  |
| 3         | Fabio Mascarello         | 178.52           | 3  | 3  |
| 4         | Paul Bonifacio Parkinson | 157.33           | 4  | 5  |
| 5         | Saverio Giacomelli       | 154.87           | 5  | 4  |
| 6         | Filippo Ambrosini        | 144.27           | 6  | 6  |
| 7         | Maurizio Zandron         | 127.87           | 7  | 7  |

##### Femminile
| Posizione | Nome                 | Punteggio Totale | SP | FS |
| --------- | -------------------- | ---------------- | -- | -- |
| 1         | Carolina Kostner     | 189.74           | 1  | 1  |
| 2         | Valentina Marchei    | 163.26           | 2  | 2  |
| 3         | Amelia Schwienbacher | 131.80           | 3  | 4  |
| 4         | Carol Bressanutti    | 129.95           | 4  | 3  |
| 5         | Alice Garlisi        | 122.99           | 5  | 5  |
| 6         | Roberta Rodeghiero   | 119.63           | 6  | 6  |
| 7         | Sofia Curci          | 117.05           | 7  | 7  |
| 8         | Caterina Andermacher | 106.63           | 10 | 8  |
| 9         | Victoria Manni       | 100.69           | 14 | 9  |
| 10        | Bianca Balzarini     | 96.92            | 9  | 10 |
| 11        | Elena Vanz           | 95.66            | 12 | 11 |
| 12        | Silvia Monti         | 94.72            | 8  | 13 |
| 13        | Ilaria Nogaro        | 93.41            | 11 | 12 |
| 14        | Deborah Sacchi       | 89.94            | 13 | 14 |
| WD        | Silvia Lovison       |                  |    |    |

#### Coppie
| Posizione | Nome                             | Punteggio totale | SP | FS |
| --------- | -------------------------------- | ---------------- | -- | -- |
| 1         | Stefania Berton / Ondřej Hotárek | 161.82           | 1  | 1  |

#### Danza su ghiaccio
| Posizione | Nome                                 | Punteggio totale | SD | FD |
| --------- | ------------------------------------ | ---------------- | -- | -- |
| 1         | Federica Testa / Christopher Mior    | 138.36           | 1  | 2  |
| 2         | Charlène Guignard / Marco Fabbri     | 137.40           | 2  | 1  |
| 3         | Lorenza Alessandrini / Simone Vaturi | 124.39           | 3  | 3  |
| WD        | Anna Cappellini / Luca Lanotte       |                  |    |    |
| WD        | Federica Faiella / Massimo Scali     |                  |    |    |